# 스와도
스와도(일본어: 諏訪洞)는 일본 오카야마현 마니와시에 있는 석회암 동굴이다. 1970년에 행해진 에히메 대학의 조사에서는 제2샘프까지의 전체 길이 약 900m가 탐색되었다.